# Оксалат европия(II)
Оксалат европия(II) — неорганическое соединение,
кристаллогидрат соли европия и щавелевой кислоты с формулой EuC2O4·H2O,
красно-коричневые кристаллы,
не растворяется в воде.

## Получение
- Обменная реакция сульфата европия(II) с оксалатом аммония в инертной атмосфере:

{\displaystyle {\mathsf {EuSO_{4}+(NH_{4})_{2}C_{2}O_{4}+H_{2}O\ {\xrightarrow {}}\ EuC_{2}O_{4}\cdot H_{2}O\downarrow +(NH_{4})_{2}SO_{4}}}}

## Физические свойства
Оксалат европия(II) образует красно-коричневые кристаллы,
устойчивые на воздухе,
не растворяется в воде.